# آیمه سوگیس
آیمه سوگیس (استونیایی: Aime Sügis; ۲۱ ژانویهٔ ۱۹۳۵ – ۲۹ اوت ۲۰۱۷) سیاستمدار و نماینده مجلس اهل استونی بود.